# Cuộc vây hãm Neu-Breisach
Cuộc vây hãm Neu-Breisach là một trận bao vây trong cuộc Chiến tranh Pháp-Phổ, diễn ra từ ngày 13 tháng 10 cho đến ngày 10 tháng 11 năm 1870 tại Pháp. Vài ngày sau khi pháo đài Mortier thuộc Neu-Breisach đầu hàng, với một sư đoàn trừ bị, tướng Hermann von Schmeling của Đức đã buộc pháo đài Neu-Breisach (với một đạo quân đồn trú dưới sự chỉ huy của Thượng tá Lostie de Kerhor) phải đầu hàng, và đoạt được không ít chiến lợi phẩm từ tay quân đội Pháp tại đây. Cuộc vây hãm đã thể hiện hiệu quả rất cao của các khẩu đội pháo Baden. Với cuộc đầu hàng của Neu-Breisach, quân đội Đức đã chiếm đoạt khu vực công sự cuối cùng tại Alsace, ngoại trừ Belfort và Bitsch. Sau chiến thắng này, Von Schmeling đã đem các khẩu công thành pháo của ông về hướng tây nam để thực hiện cuộc vây hãm Belfort.
Pháo đài Neu-Breisach của Pháp có một đạo quân trú phòng gồm 5 nghìn người, trong khi pháo đài Mortier, nằm ở gần sông Rhine, được xây dựng cho mục đích phòng ngự độc lập. Vào đầu tháng 10, các chi đội thuộc Sư đoàn Trừ bị số 4 của Phổ dưới quyền chỉ huy của tướng Schmeling đã được lệnh vượt sông Rhine từ Breisgau để tiến hành bao vây Neu-Breisach. Lúc gần tối ngày 5 tháng 10, một cuộc phá vây của quân Pháp từ Neu-Breisach đã bị các đại đội thuộc Trung đoàn Landwehr số 43 của Phổ đập tan, và bị các khẩu đội pháo của Đức gây thiệt hại nặng. Song, một cuộc dội pháo dã chiến của quân Đức cũng không thể buộc người Sĩ quan chỉ huy Neu-Breisach phải đầu hàng, vì vậy Schmeling chuyển trọng tâm sang cuộc vây hãm Sélestat. Sau khi các khẩu công thành pháo của Đức được đưa đến từ Strasbourg, Neu-Breisach đã bắt đầu bị phong tỏa vào ngày 9 tháng 10 năm 1870. Đến các ngày 12 và 13 tháng 10, các cuộc phá vây và giao chiến lẻ tẻ đã bùng nổ nhưng không mang lại kết quả gì. Vào ngày 13 tháng 10 thì vòng vây mới được hoàn tất, khi mà phía trước Neu-Breisach có 5 nghìn quân Phổ. Quân Phổ đã hình thành các chiến tuyến hình bán nguyệt, với các cực điểm nằm ở ven sông Rhine. Vào ngày 16 tháng 10, một cuộc phá vây của quân Pháp tại Neu-Breisach đã bị quân Đức bẻ gãy. Trong trận vây hãm, mặc dù Neu-Breisach bị hủy hoại nặng nề trước sự pháo kích của người Đức, song người Đức vẫn khó thể hạ Neu-Breisach một cách nhanh gọn.
Đến ngày 26 tháng 10 năm 1870, sau khi hạ được Sélestat, Thiếu tướng Von Schmeling – với tư cách là người chỉ huy của quân đoàn vây hãm và phong toả Neu-Breisach gồm các đơn vị của Phổ, Bayern và Baden – dẫn phần lớn sư đoàn của ông cùng với khẩu công thành pháo đặt trước Sélestat về hướng nam dọc theo sông Rhine để thực hiện cuộc bao vây Neu-Breisach. Ông đã tiến hành vây hãm Neu-Breisach với nỗ lực hết mình, và trong giai đoạn này, lực lượng Bộ binh Đức đã đến gần Neu-Breisach. Vào ngày 2 tháng 11, từ một số địa điểm như Alt-Breisach, các khẩu trọng pháo của Đức bắt đầu nã đạn. Trước sức công pháo dữ dội của quân đội Đức, quân trú phòng Pháp đã kháng cự quyết liệt, mặc dù vào ngày 3 tháng 11 pháo đài Mortier và các công trình của nó đã bị tan nát trong khi một vài khẩu pháo Pháp tại đây bị hư hại. Cuối cùng, vào ngày 7 tháng 11, cuộc công pháo đã có hiệu lực: Đại úy Castelli của Pháp đã đầu hàng tại pháo đài Mortier dưới đống đổ nát. Quân đội Đức đã thu được tù binh và đại bác từ tay Pháp. Quân Pháp phòng ngự tại Neu-Breisach rơi vào tình thế khó khăn. 3 ngày sau khi Mortier thất thủ, Neu-Breisach đầu hàng với các điều khoản tương tự như Sélestat. Sang ngày 11 tháng 11, quân đội Phổ đã chiếm giữ các bức tường thành và một tiếng đồng hồ sau các tù binh của họ đã rời khỏi vị trí của mình.